# Takayama Jin’ya

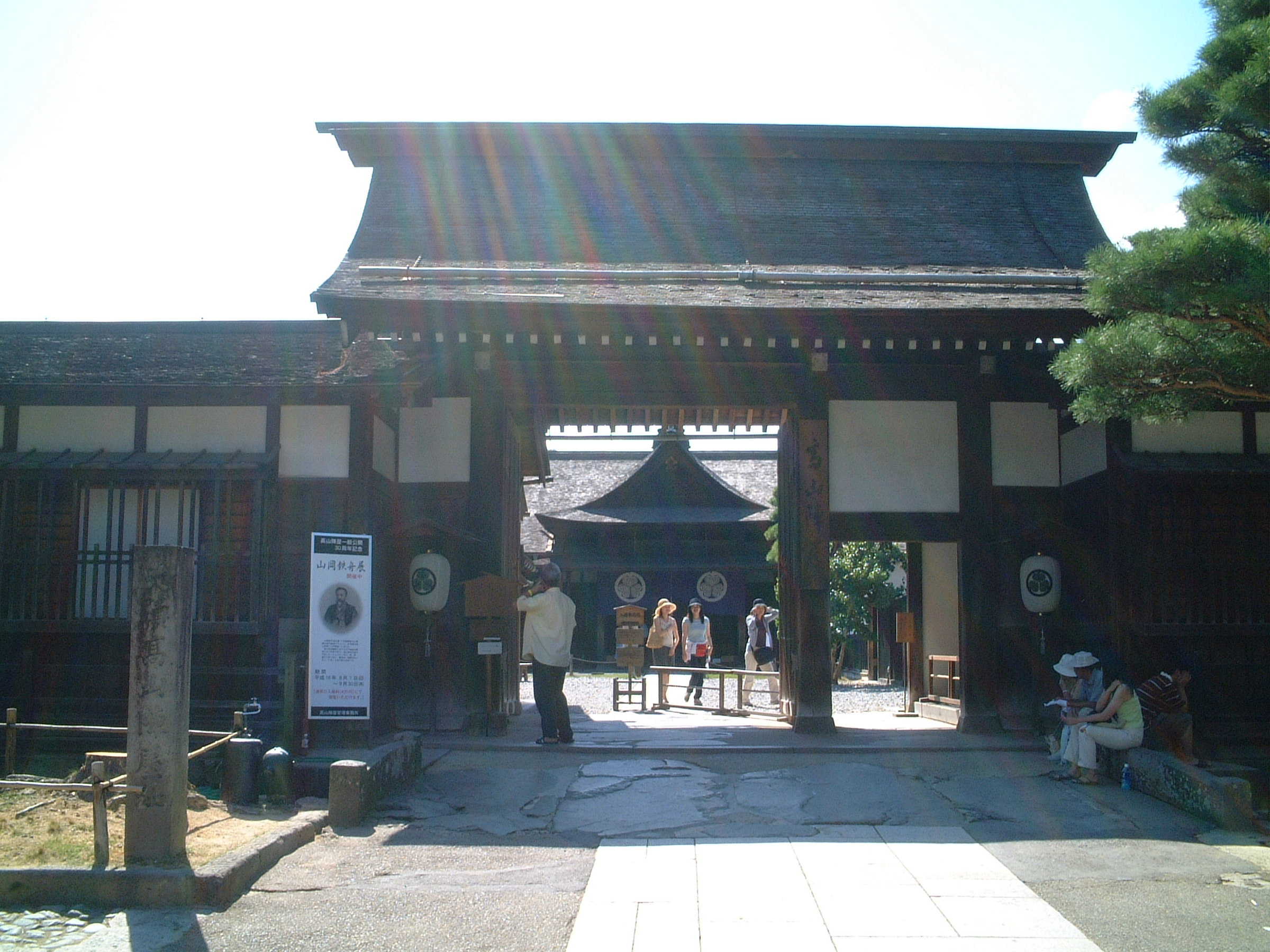
Eingang mit Blick auf den Zugang zu den Diensträumen

Takayama Jin’ya (japanisch 高山陣屋) war während der Edo-Zeit Sitz des Statthalters von Takayama (Präfektur Gifu).

## Überblick
Die Stadt Takayama war eine alte, im Bergland gelegene Burgstadt und seit 1586 Sitz des Lehens (han) Takayama der Kanamori-Familie. 1603 übernahmen die Tokugawa-Shogune die Macht über den Ort, 1692 wurden die Kanamori versetzt und das Lehen als reichsunmittelbares Gebiet (tenryō) direkt dem Shogunat unterstellt. Die Burg wurde abgerissen und zugleich wurde innerhalb des Ortes ein Verwaltungssitz (jin’ya) eingerichtet, der mit einer Mauer und Toren gesichert war. In diesem Verwaltungssitz waren bis zur Meiji-Restauration in 176 Jahren 25 Statthalter (代官 daikan bzw. 郡代 gundai) tätig.
Nach der Meiji-Restauration und der Abschaffung der Han verlor das Jin’ya seine Funktion. Da die Stadt an den Rand des politischen Geschehens rückte und nur langsam modernisiert wurde, blieb das Gelände des Jin’ya, das dann von der Stadtverwaltung genutzt wurde, als einziges Jin’ya erhalten. In den 1990er Jahren wurden Teile der originalen Anlage wiederhergestellt.

## Die Anlage

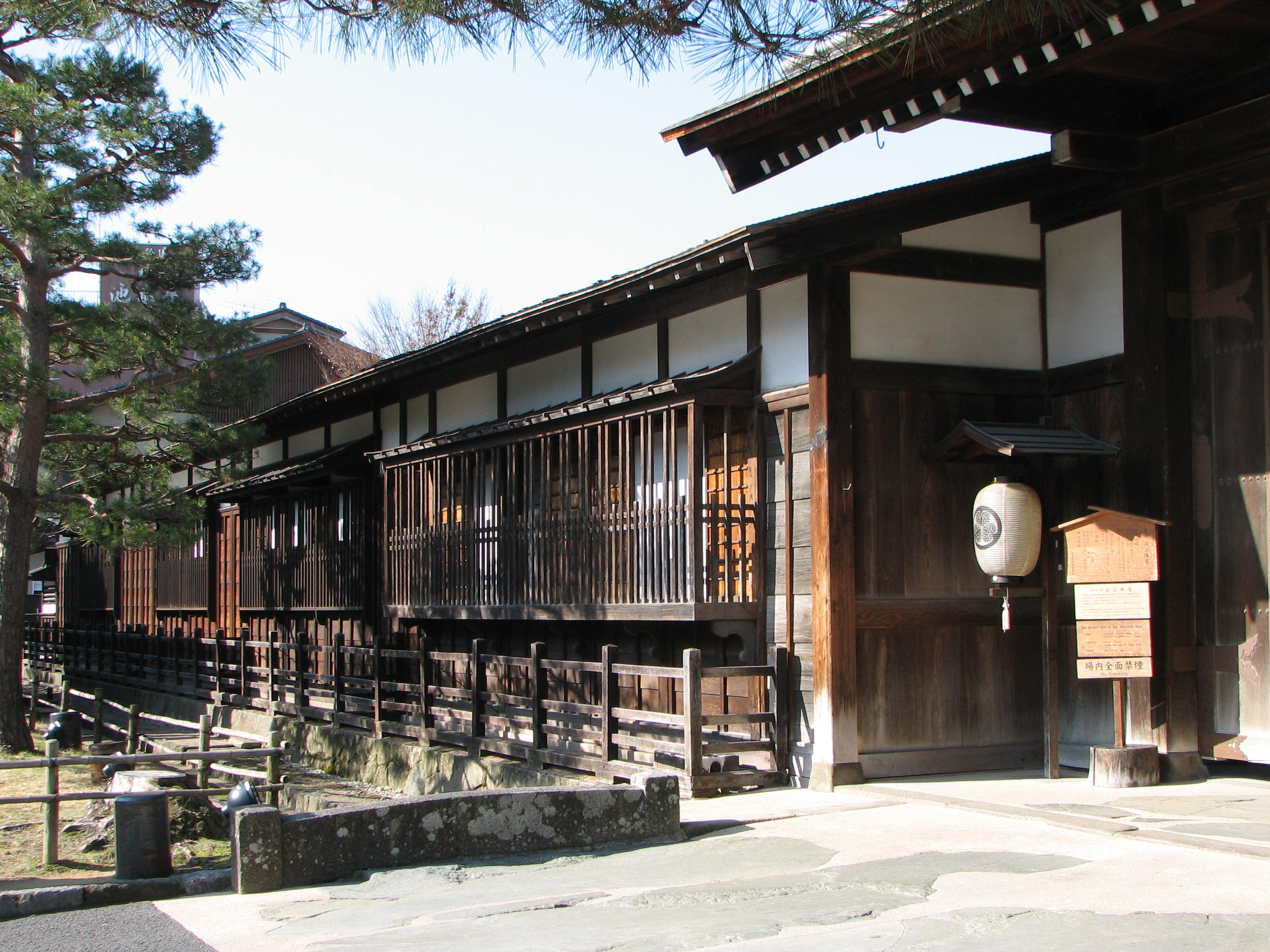
Blick von innen auf das Tor (rechts) und das Wachgebäude (links)

Die Anlage mit den Maßen von 100 × 80 m bestand aus der Residenz des Statthalters und Verwaltungsgebäuden aus dem Jahr 1816, zu denen noch zwei große Speicher kamen. Erhalten geblieben sind
- das Tor und das Gebäude der Torwache,
- ein kleines Bibliotheksgebäude,
- dienstlich genutzte Räume,
- ein kleiner Speicher, der zur Residenz gehört und
- das große Speichergebäude aus den 1600ern, in dem die Jahresabgaben an Reis (年貢米 nengu-mai) gestapelt wurde.

1996 wurden wiederhergestellt:
- die einfache Residenz als Dienstwohnung,[1]
  - Die wiederhergestellte Residenz hinter den Dienstgebäuden ist im Shoin-Stil eingerichtet und verfügt über entsprechende Räume, die den Garten des Jin’ya umschließen. Eine Besonderheit ist der in der damaligen Zeit seltene Ausguck auf einem Gebäude der Residenz, der einen Überblick in Notfällen ermöglichte.
- die Wirtschaftsräume des dienstlichen Teils,
- ein kleiner Flügel für die Stadtältesten,
- der Vernehmungsraum für Angeklagte.[2] und
- einen (historische) Wartehalle rechts vor dem Eingang.

1996 wurde auch ein Gebäude mit Räumen für die Besucher und für die Verwaltung der Anlage gebaut.
Es fehlen (im Jahre 2006) noch das kleinere Speichergebäude, das den großen Speicher ergänzte, das kleine Untersuchungsgefängnis, Häuser der Bediensteten und kleinere Speicher.